# زمین‌چهر یخچالی

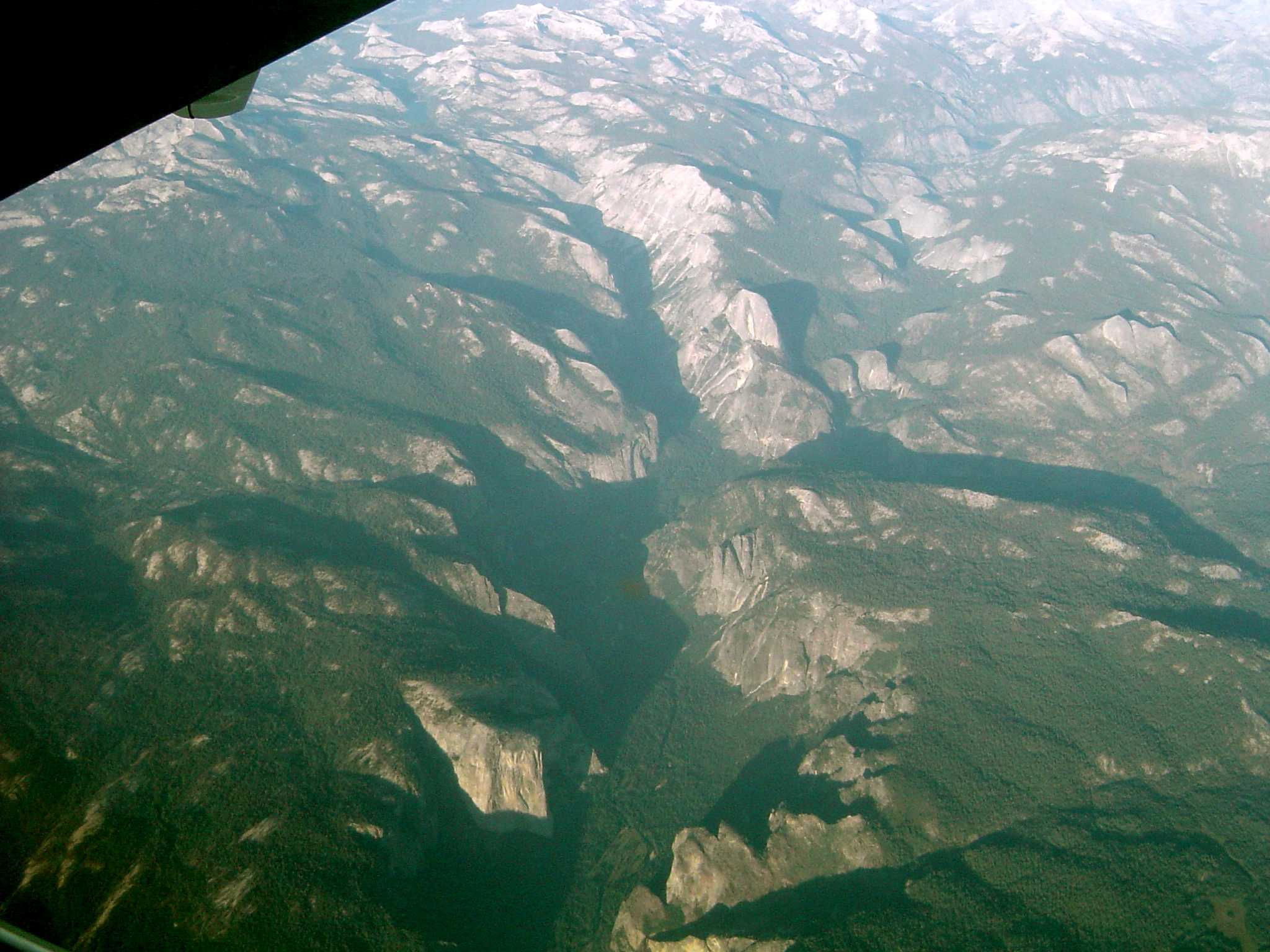
عکس هوایی دره یوسیمیتی که نشان‌دهنده یک دره یو شکل است.

زمین‌چهر یخچالی (انگلیسی: Glacial landform) به زمین‌چهری گفته می‌شود که بر اثر فعالیت یخچال طبیعی پدید آمده است. بیشتر زمین‌چهرهای یخچالی کنونی بر اثر حرکت و جابه‌جایی یخسارهای بزرگ در طول دوره‌های یخچالی کواترنری پدید آمده‌اند. برخی نواحی مانند فنواسکاندیا و جنوب  کوه‌های آند دارای زمین‌چهرهای یخچالی گسترده بوده و برخی نواحی دیگر مانند صحرای بزرگ آفریقا دارای زمین‌چهرهای یخچالی فسیل و بسیار قدیمی هستند.

## زمین‌چهرهای فرسایشی

زمین‌چهرهای یخچالی از نوع فرسایشی

همزمان با گسترش یخچال، به‌دلیل افزایش وزن برف و یخ، یخچال سنگ‌های بستر و سطحی را خرد و دچار شست و ساب می‌کند. این فرایند باعث به‌وجود آمدن زمین‌چهرهای فرسایشی مانند دره، سیرک یخچالی، شاخ یخچالی، کوه تیغ، خط برش، دره U شکل و دره‌های معلق می‌شود.
- سیرک نقطه آغازین در یخچال‌های کوهستانی است.
- دره یو شکل توسط یخچال‌های کوهستانی پدید می‌آید و اگر با آب دریا یا اقیانوس پر شود، باعث پدید آمدن یک شاخابه می‌شود که در این حالت دره را فیورد (آبدره) می‌نامند.
- کوه تیغ عارضه‌ای تند و تیز بین دو یخچال است.

## زمین‌چهرهای تراکمی

زمین‌چهرهای یخچالی از نوع تراکمی

هنگامی که یخچال عقب‌نشینی می‌کند، از خود سنگ، ماسه و یخرفت برجای می‌گذارد که زمین‌چهرهای تراکمی (نهشتی) را پدید می‌آورند. نمونه‌های این زمین‌چهرها عبارتند از یخرفت، شن‌ریسه (اسکر)، تپه یخساری و پشته یخچالی.

## تالاب‌ها و دریاچه‌های یخچالی
تالاب‌ها و دریاچه‌ها نیز ممکن است بر اثر حرکت و جابه‌جایی یخچال تشکیل شوند. دریاچه دیگ‌چالی هنگامی شکل می‌گیرد که یک یخچال در حال عقب‌نشینی در پشت قطعات یخی زیرزمینی یا سطحی یه‌جای می‌ماند که با ذوب آن گودالی برجای می‌ماند که با آب پر شده است. دریاچه سدیخرفتی هنگامی شکل می‌گیرد که واریزه‌های یخچالی مسیر جریان یا رواناب برفی را سد کنند. دریاچه جکسون و دریاچه جنی در پارک ملی گراند تیتون نمونه‌هایی از دریاچه‌های سد یخرفتی هستند.
دریاچه یخچالی دریاچه‌ای است که بین پیشانی یخچال و یخرفت‌های پایانه‌ای تشکیل شده است.